# المنخول
المنخول (به عربی: المنخول) یک منطقهٔ مسکونی در امارات متحده عربی است که در دبی، امارات واقع شده‌است.